# هيرموجينيس نيتو
هيرموجينيس نيتو (بالبرتغالية: Hermógenes Netto‏) هو دراج برازيلي، (و. 1913 – يوليو 1989 م).

## وصلات خارجية
- هيرموجينيس نيتو على موقع أرشيف الدراجات (الإنجليزية)
- هيرموجينيس نيتو على موقع إحصائيات الدراجات الإحترافية (الإنجليزية)
- هيرموجينيس نيتو على موقع أوليمبيديا (الإنجليزية)